# Kooks (David Bowie)
Kooks is een nummer van de Britse muzikant David Bowie, uitgebracht als de vijfde track op zijn album Hunky Dory uit 1971.
Bowie schreef het nummer toen hij op 30 mei 1971 het nieuws hoorde dat zijn zoon Duncan Jones was geboren. Het nummer is een nabootsing van Neil Young aan het begin van de jaren '70, omdat Bowie thuis naar een plaat van Young aan het luisteren was toen hij vernam dat zijn zoon was geboren.
Bowie nam het nummer tweemaal opnieuw op tijdens sessies voor de BBC, op 3 juni en 21 september 1971. De eerste opname verscheen in 2000 op het album Bowie at the Beeb.
De Britse indieband The Kooks heeft zichzelf vernoemd naar dit nummer. Robbie Williams coverde het nummer op de B-kant van zijn single "Old Before I Die". Ook werd het gecoverd door Kim Wilde en zongen The Smashing Pumpkins en Madness het nummer tijdens concerten.

## Muzikanten
- David Bowie: zang, akoestische gitaar
- Trevor Bolder: basgitaar, trompet
- Rick Wakeman: piano
- Mick Ronson: snaararrangement
- Mick "Woody" Woodmansey: drums